# El hombre orquesta
El Hombre Orquesta (One Man Band) es un cortometraje animado de Pixar dirigido por Mark Andrews y Andrew Jiménez. En algunos países se estrenó junto a la película Cars y Tinker Bell and The Legend of the NeverBeast, de la misma productora.

## Argumento
Situada en Italia. Bass es un hombre orquesta que toca en una plaza donde ha tocado durante varios años. Pero justo ese día llega Treble, un nuevo hombre orquesta que parece superarlo. Ahí entra Tippy, una niñita que quiere pedir un deseo a la fuente con una moneda. Ya que ambos necesitan una moneda, Bass y Treble empiezan a competir por la atención de la niña, haciendo que ella tire la moneda por accidente en la alcantarilla. Molesta, Tippy le pide uno de sus violines a Treble, y sorprendentemente lo toca como una verdadera profesional, haciendo que un hombre le dé una enorme bolsa de monedas. Tippy saca dos y con éstas tienta a Bass y Treble, sin embargo ella las lanza al tope de la fuente como venganza por haberle tirado su moneda al drenaje. Después de los créditos, se ve a ambos tratando de obtener las monedas.